# مصانع البحر الميت
مصانع البحر الميّت (بالإنجليزية: Dead Sea Works، بالعبرية: מפעלי ים המלח) هي شركة تعمل في مجال استخراج المعادن في منطقة البحر الميت. أسّست دولة إسرائيل الشركة في عام 1952 والتي تستخرج البوتاس والبروم. تقوم الشركة بتزويد الشركة التابعة لها «مغنيسيوم البحر الميت» بالمواد الخام لإنتاج المغنيسيوم. أصبحت مصانع البحر الميت عام 1968 ملك لشركة إسرائيل للكيماويات، وهي شركة تابعة لشركة «هحيفرا ليسرائيل» (شركة إسرائيل) المملوكة لعائلة عوفر.

## نشأتها وتطوّرها
تمّ تسجيل شركة بوتاش فلسطين المحدودة (بالإنجليزية: Palestine Potash Limited، وبالعبرية: חברת האשלג הארץ-ישראלית) في بريطانيا في 31 أكتوبر 1929 وهدفها الرئيسي كان استغلال الموارد المعدنية للبحر الميّت. تأسّست الشركة بناءً على عقد امتياز منحته حكومة الانتداب البريطاني في فلسطين في 1 يناير 1930 لموشيه نوفوميسكي، الرئيس التنفيذي للشركة منذ تأسيسها وكان مهندس تعدين يهودي-روسيّ من سيبيريا والرائد العسكري توماس جريجوري تولوك. كان من مستثمري الشركة المصرفيّ اليهودي-الهولنديّ جاكوبوس هنريكوس، وكان مصرفيًا خاصًا للبيت الملكي الهولندي ورجل أعمال صهيونيًا أسّس وموّل العديد من المؤسّسات الصهيونية. مُنحت الشركة حقوقًا حصرية لاستخراج الأملاح المعدنية من البحر الميّت لمدة خمسين عامًا وكانت سلفًا للمشروع الإسرائيلي الحالي، مصانع البحر الميّت.
في 1931-1932 بدأت الشركة في تسويق البوتاس والبروم المنتجين في المصنع الشمالي للشركة في البحر الميّت. في عام 1934، تمّ افتتاح أول مصنع في الطرف الجنوبي للبحر. خلال سنوات الحرب العالمية الثانية، زاد الإنتاج بشكل كبير. توقّف نشاط المصنع خلال حرب فلسطين وفي عام 1952 قامت الحكومة الإسرائيلية بتأميمه واشترت عقاراته وأسّست فيها مصانع البحر الميّت.

## الضّرر بالبيئة

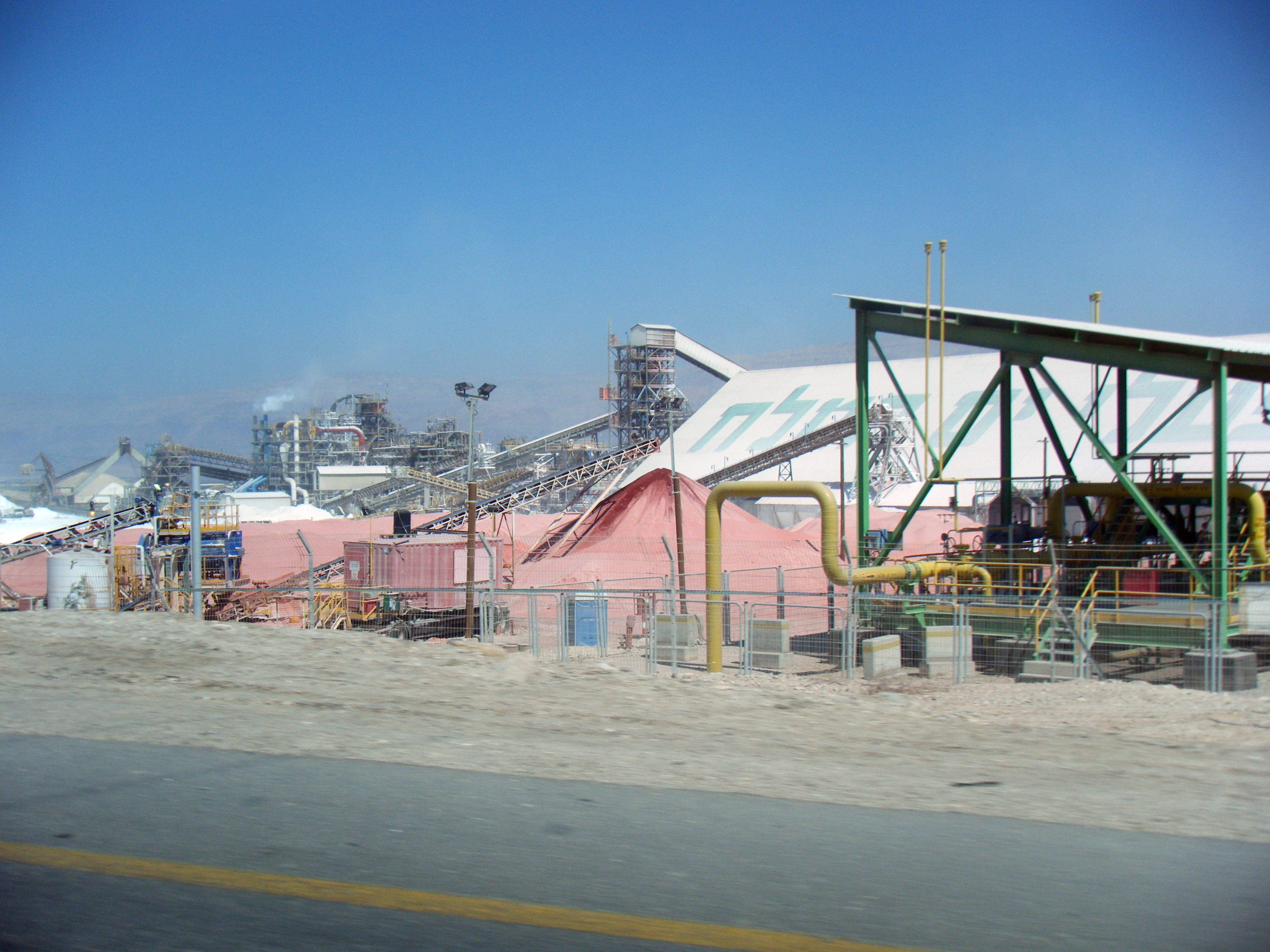
منشأة أعمال البحر الميت: صناعة استخراج المعادن من أعمق نقطة على سطح الأرض

كانت شركة البوتاس الفلسطينية المحدودة- السلف التاريخي لشركة إسرائيل للكيماويات، المالكة الحالية لشركة “مصانع البحر الميت”- هي أول من أطلقت العمليات التي غيَّرت شكل البحر الميت من أجل استخراج المعادن.
كان لـشركة البوتاش الفلسطينية المحدودة تأثير هائل على البيئة في فلسطين. في البحر الميّت نفسه، قامت الشركة ببناء مصنعين على طول شواطئه، أحدهما في الشمال والآخر في طرفه الجنوبيّ. لم تشمل مواقع المصانع مصنع البوتاس ومصنع البروم فحسب، بل شملت أيضًا بنية تحتية داعمة كبيرة، مثل محطة طاقة كهربائية صغيرة وورش عمل وسكن للعمال. إضافة إلى ذلك، بمجرد أن بدأت الشركة نشاطها ونما حجمها، كان لابد من إيجاد المزيد من حلول الإسكان طويلة الأمد. لجعل العمل في بيئة البحر الميت القاسية أكثر جاذبية لعمال المصنع اليهود، تم إنشاء كيبوتس بالقرب من موقع المصنع الشمالي. كانت المياه العذبة المحوّلة من نهر الأردن تزوّد الكيبوتس والمصانع بمياه للشرب. كما أدى الوجود البشري المتزايد بشكل عام في البحر الميت إلى ظهور منشآت سياحية وترفيهية، مثل الشواطئ والفنادق لكل من العمال والسياح.
من المحتمل أن يكون العامل الأكثر ضارًّا بيئيًا من بين أنشطة الشركة هو بناء ما يسمى بـ «أحواض التّبخر». لاستخراج المعادن المطلوبة، تم ضخّ المياه من البحر الميت في هذه البرك ومع مرور الوقت تتبخّر المياه، تاركة الأملاح فقط جاهزة للإزالة والمعالجة. كان استخدام أحواض التبخير جزءًا أساسيًا من تطبيق امتياز نوفويمسكي الذي كان قد اكتسب بعض الإلمام بهذه التقنية عندما عمل كمهندس تعدين في سيبيريا واعتقد أنها مثالية للبحر الميت. فضّل نوفيمسكي أحواض التبخير على طرق استخراج المعادن الأخرى، الأكثر شيوعًا والأقل ضررًا بالبيئة.
وفي عام 1961، حدثت إحدى أهمّ التحوّلات في تاريخ حركة التصنيع في البحر الميت؛ حيث قامت الكنيست بسنّ “قانون امتياز البحر الميت”. وكان ذلك تشريعاً فريدًا، صيغ بشكل اتفاقية بين الدولة وبين شركة “مصانع البحر الميت”، التي كانت تمثل شركة حكومية. ومنح هذا القانون الشركةَ حقوقاً استثنائية في مناطق شاسعة، بما في ذلك “الحق في الهدم”. يشير نص القانون إلى “الحق الحصري في استخراج الأملاح المعدنية والمعادن والمواد الكيميائية الموجودة في البحر الميت وتحته، عن طريق التبخير (من خلال الطاقة الشمسية أو الصناعية) أو التبريد أو التعدين أو التحجير، أو بأي طريقة أخرى؛ سواء في محلول أو في صورة صلبة… والحق الحصري في الصناعة والتوسع والتعديل والصيانة في البحر الميت وتحته… بما في ذلك السدود وبرَك التبخير والبرابخ والحواجز المائية ومحطات الضخّ والقنوات والأنابيب وخطوط الكهرباء وكابلاتها والطرق ومنشآت مقاومة الفيضانات والآبار والتجاويف – ولكن دون الانتقاص من عمومية ما سبق”.
باشرت الشركة بتشييد بنية تحتية واسعة النطاق في جنوب البحر الميت، وهدفها كان إنشاء مصانع حديثة لاستخراج البوتاس، تحت إدارة ماكليف. شهدت إذًا هذه الفترة بداية ما كان سيصبح أخطر المشكلات البيئية المتعلّقة بالبحر الميت؛ وهي مشكلة تعدين الأرض اللازمة لبناء السدود والبنية التحتية التي تحتاجها شركة “مصانع البحر الميت”. وهنا دخل القانون بكامل قوّته حيّز التنفيذ.
تقلّصت مساحة البحر الميّت، بما يزيد على 35%، خلال أربعة عقود فقط من انطلاق مشروع المياه القطريّ الإسرائيليّ، وفقد البحر اليوم الجزء الجنوبيّ بالكامل، الّذي تحوّل إلى بحيرة صناعيّة. أمّا الاستهلاك المبالغ فيه للمياه الجوفيّة، فقد أدّى إلى خفض مستواها إلى درجة تمليحها؛ وتأثّرت بهذا ينابيع عديدة، وجفّت أنهار كثيرة على طول البلاد. وأدّى الضخّ والاستهلاك المبالغ فيه للمياه إلى جفاف البحر الميّت، ثمّ أدّى هذا الأمر إلى تغيير مجرى العديد من الأنهر والروافد، المنتهية في البحر الميّت.